# Contro Timarco
Contro Timarco (in greco antico: Κατὰ Τιμάρχου?, Katà Timárchou) è uno dei tre discorsi pervenuteci dell'oratore attico Eschine.
Scritto all'incirca nel 346-345 a.C. il testo s'inserisce nel contesto della lotta tra il regno di Macedonia e le poleis greche: al ritorno della delegazione inviata a trattare la cessazione delle ostilità con Filippo II di Macedonia, Demostene, anch'egli uno dei membri dell'ambasciata assieme a Filocrate ed Eschine, si dissociò dai suoi colleghi, accusandoli di aver tradito la città di Atene.
Demostene viene fortemente appoggiato da un certo Timarco, probabilmente il responsabile dell'accusa formale di tradimento. Eschine risponde attaccando Timarco: accusandolo cioè di avere praticato la prostituzione maschile durante la sua giovinezza. Una legge ateniese difatti formalmente vietava a chi si fosse macchiato di tale colpa di parlare nel corso delle assemblee e delle riunioni pubbliche. Timarco quindi non può porre nessuna accusa contro gli inviati.
Nonostante un discorso scritto da Demostene in difesa di Timarco, quest'ultimo viene condannato e perde i suoi diritti civili, incorrendo nell'atimia.